# Bitsch VS
| VS ist das Kürzel für den Kanton Wallis in der Schweiz. Es wird verwendet, um Verwechslungen mit anderen Einträgen des Namens Bitsch zu vermeiden. |

Leo Wehrli: Gemeinde Bitsch (1921)

Bitsch ist eine politische Gemeinde und eine Burgergemeinde mit Burgerrat im Bezirk Östlich Raron im deutschsprachigen Teil des Kantons Wallis in der Schweiz. Das Dorf hat mit Mörel-Filet eine gemeinsame Kirchengemeinde.

## Geschichte
Erstmalige Erwähnung findet die Suone «Bitscheri», welche noch heute in Betrieb ist, im Jahr 1408. Die Kapelle Mariä Opferung im Kleinstweiler Wasen wurde 1657 erbaut. Das Burgerhaus in Wasen würde 1703 gebaut. 1730 entstand die Wallfahrts-Kapelle „Mariae 7 Schmerzen“ Zen Hohen Flüehen.
1799 ereignete sich im Massaboden eine Schlacht gegen die Franzosen bei der alten Massabrücke. Archäologische Funde von nationaler Bedeutung wurden im Jahre 1951/52 und 2002 in einer 10'000 m² grossen Zone gemacht.
Bis 1889 war Bitsch mit Ried eine politische Gemeinde. Der Hennebique-Kanal, das älteste Betonbauwerk seiner Art in der Schweiz, wurde 1898 gebaut. Im Massaboden wird 1915/16 das Kraftwerk Massaboden erbaut.
Beim Bau des Kraftwerk Electra-Massa 1964 entstand der Stausee Gibidum. Die Staumauer ist 120 Meter hoch. Ab 1975 boomte der Bau von Ferienwohnungen. Diese werden heute überwiegend von Einheimischen bewohnt. 1977 wird im Massaboden die Bruder-Klaus-Kirche gebaut.

## Bevölkerung
| Bevölkerungsentwicklung | Bevölkerungsentwicklung | Bevölkerungsentwicklung | Bevölkerungsentwicklung | Bevölkerungsentwicklung | Bevölkerungsentwicklung | Bevölkerungsentwicklung | Bevölkerungsentwicklung | Bevölkerungsentwicklung |       |
| ----------------------- | ----------------------- | ----------------------- | ----------------------- | ----------------------- | ----------------------- | ----------------------- | ----------------------- | ----------------------- | ----- |
| Jahr                    | 1850                    | 1900                    | 1950                    | 2000                    | 2010                    | 2012                    | 2014                    | 2016                    | 2024  |
| Einwohner               | 158                     | 527                     | 320                     | 747                     | 852                     | 852                     | 866                     | 932                     | 1'153 |

## Persönlichkeiten
- Marcel Mangisch (* 1954), Grossrat (2001–2013), Grossratspräsident (2005–2006)